# Wusu
Cette page contient des caractères spéciaux ou non latins. S’ils s’affichent mal (▯, ?, etc.), consultez la page d’aide Unicode.
Wusu (乌苏 ; pinyin : Wūsū) est une ville de la région autonome du Xinjiang en Chine. C'est une ville-district placée sous la juridiction de la préfecture de Tacheng.

## Démographie
La population du district était de 203 300 habitants en 1999.